# Vol Chalk's Ocean Airways 101
Le 19 décembre 2005, le Grumman G-73 Mallard assurant le vol Chalk's Ocean Airways 101, un vol régulier de passagers qui reliait l'aéroport international de Fort Lauderdale-Hollywood à l'hydrobase de North Bimini (en), dans les Bahamas, avec une escale prévue à l'hydrobase de Miami (en), s'est écrasé au large de Miami Beach, en Floride. Les 20 passagers et membres d'équipage à bord de ce vol sont tous morts dans l'accident. Il s'agit du seul accident mortel dans l'histoire de Chalk's Ocean Airways, depuis la création de la compagnie aérienne en 1917.
Le Conseil national de la sécurité des transports (NTSB) a pu déterminer que la cause probable de cet accident était la séparation de l'aile droite du fuselage pendant la montée, causée par la fatigue du métal au niveau de l'aile, qui a résulté de l'échec du programme de maintenance de la Chalk's Ocean Airways à identifier et réparer correctement les fissures de fatigue dans l'aile droite, et de l'échec de la Federal Aviation Administration (FAA) à détecter et à corriger les lacunes dans le programme de maintenance de la compagnie aérienne.

## Accident
Le 19 décembre 2005, le vol 101 de la Chalk's Ocean Airways, à destination des Bahamas, s'est écrasé au large de Miami Beach, en Floride. Des témoins présents au moment du drame affirment avoir vu de la fumée blanche s'échapper de l'aile droite de l'avion avant qu'il ne prenne son envol et plonge dans l'océan. 
L'avion s'est écrasé et a coulé dans le chenal maritime de Government Cut (en), un cours d'eau qui relie le port de Miami à l'océan Atlantique. Celui-ci été fermé à la navigation jusqu'à 18 h 30 le 20 décembre, bloquant au moins trois navires de croisière.
L'appareil impliqué était un Grumman G-73T Turbine Mallard immatriculé N2969 et fabriqué en 1947. Le pilote et le copilote étaient, respectivement, Michele Marques, âgée de 37 ans, vivant à Boynton Beach en Floride, promue commandant de bord un an avant l'accident, et Paul DeSanctis, âgé de 34 ans, vivant à Wyomissing, en Pennsylvanie, qui a rejoint la compagnie aérienne huit mois avant le crash. Le commandant Marques avait 2 820 heures de vol à son actif, tandis que le copilote DeSanctis cumulait 1 420 heures de vol. Les deux pilotes sont morts dans l'accident.

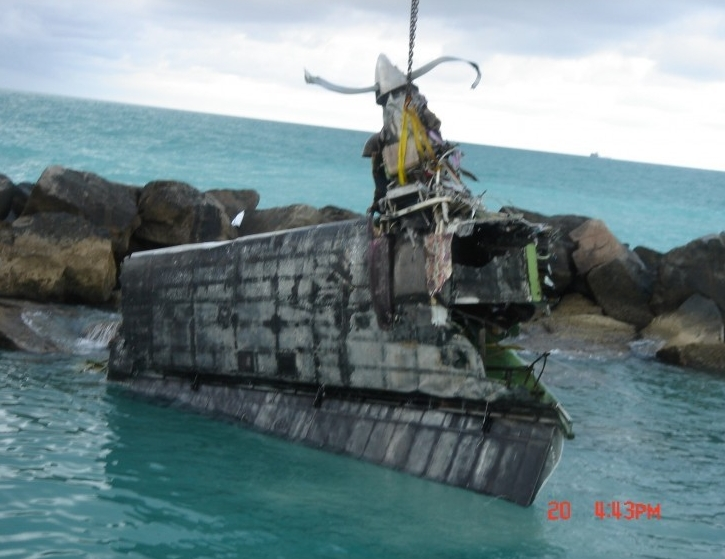
Débris du vol récupéré dans l'océan.

Le 22 décembre 2005, le NTSB a publié un communiqué de presse qui comprenait des photos montrant la fatigue du métal sur l'aile qui s'est cassée. La découverte de la fatigue du métal dans l'aile a conduit Chalk's Ocean Airways à immobiliser volontairement le reste de sa flotte pour une inspection plus approfondie.
Les enquêteurs, dans leur rapport final sur la cause probable de l'accident, ont noté de nombreux problèmes liés à la maintenance sur l'avion accidenté et sur un autre appartenant à la compagnie, soulevant des questions sur les pratiques de maintenance des avions de Chalk Ocean Airways. Ils ont également déclaré que la FAA n'avait pas détecté et corrigé les lacunes de maintenance de la compagnie aérienne.

## Victimes
| Nationalité | Passagers | Equipage | Total |
| ----------- | --------- | -------- | ----- |
| Bahamas     | 11        | 0        | 11    |
| États-Unis  | 7         | 2        | 9     |

Vingt personnes (18 passagers et les deux membres d'équipage) étaient à bord de ce vol. Il n'y a aucun survivant. Trois des passagers étaient des nourrissons âgés de moins de deux ans. Un peu plus de la moitié des passagers sont des habitants des îles Bimini qui revenaient des achats de Noël,,.
Sergio Danguillecourt, un membre du conseil d'administration de Bacardi (et un arrière-arrière-petit-fils du fondateur de la société), et sa femme, Jacqueline Kriz Danguillecourt, étaient à bord. Sergio Danguillecourt a réussi à défaire sa ceinture de sécurité afin de s'échapper de l'aéronef, et a sauté ou est tombé de l'avion. Son corps a été le dernier à être retrouvé, par un pêcheur près de Key Biscayne, à 9 km du lieu de l'accident.
Les corps de tous les autres passagers ont été retrouvés, toujours attachés dans leurs sièges.

## Enquête
Le NTSB a déterminé que la cause probable de l'accident du vol 101 était une défaillance structurelle par fatigue de l'aile droite, initiée par une fissure dans une lisse située près de l'emplanture de l'aile.
Le Grumman G-73 Mallard a été conçu dans les années 1940, avec une aile dite « humide » où les réservoirs de carburant, au lieu d'être des éléments séparés à l'intérieur de l'aile, sont construits à partir de parties scellées de la structure de l'aile elle-même. Cela permet d'éliminer le poids supplémentaire des réservoirs et également de contenir plus de carburant dans une taille d'aile donnée. L'inconvénient de cette forme de construction est que tous les joints autour des coutures du réservoir doivent être scellés, afin de garantir l'étanchéité du réservoir. Grumman, le fabricant de l'avion, avait émis plusieurs avertissements dès 1963 sur le fait que des fuites de carburant au niveau de l'aile pouvait indiqué d'éventuels problèmes structurels. 
L'appareil accidenté souffrait depuis plusieurs mois de fuites répétées de carburant sur les deux ailes, auxquelles l'exploitant avait remédié en appliquant à plusieurs reprises un produit d'étanchéité sur les joints à l'intérieur des réservoirs de carburant. En appliquant le produit d'étanchéité à l'intérieur du réservoir de l'aile droite, les techniciens de maintenance ont appliqué par inadvertance ce produit sur une lisse endommagée (un élément structurel porteur important de l'aile), de manière à masquer une fissure de fatigue. La fissure a été découverte lors d'une opération de maintenance précédente et une tentative a été faite pour la réparer en la ponçant. Pour appliquer le produit d'étanchéité, le technicien a dû accéder à l'intérieur du réservoir de carburant en utilisant de petites trappes d'inspection amovibles sur la surface supérieure de l'aile, entraînant une mauvaise visibilité et des conditions de travail difficiles à l'intérieur du réservoir. Le produit d'étanchéité a masqué la réparation précédente de la lisse et a rendu impossible toute vérification ultérieure de dommages supplémentaires sur ce composant (c'est-à-dire de toute croissance de fissure).

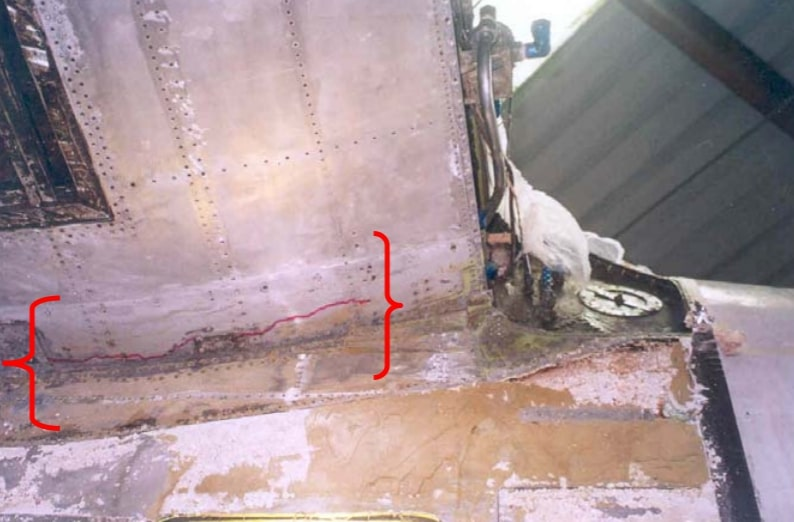
Photo montrant une fissuration par fatigue de l'aile droite, sur un autre appareil de Chalk Ocean Airways.

Le premier signe extérieur d'un éventuel problème important sur l'avion accidenté fut la découverte d'une fissure dans le sens de la corde (allant de l'avant de l'aile vers l'arrière) dans le revêtement de la surface inférieure de l'aile droite, au niveau de l'emplanture. Après plusieurs tentatives infructueuses pour colmater la fissure en perçant des trous d'arrêt, la fissure fut réparée à plusieurs reprises en fixant des renforts (pièces métalliques destinées à répartir la charge structurelle de la partie endommagée, une procédure de réparation standard pour les dommages mineurs au revêtement), qui furent rivetés sur le revêtement fissuré. Cependant, la fissure continua de s'agrandir, nécessitant la pose de renforts de plus en plus longs. Bien que la fissure dans le revêtement de l'aile s'allongeait lentement, on ne pensait pas qu'il s'agissait d'autre chose qu'un problème de revêtement, qui pouvait être résolu en fixant des renforts.
Comme la plupart des avions de l'époque, le Mallard a été construit à partir d'une coque en aluminium. Contrairement aux avions antérieurs équipé d'un revêtement en tissu, qui n'avait qu'une fonction aérodynamique et ne contribuait que peu à la résistance globale de la cellule, la coque en aluminium elle-même supporte une partie des charges structurelles en vol et est soumise à des contraintes pendant le vol. De nombreux avions de ce type développent des fissures mineures au fil du temps ; à condition que des mesures appropriées soient prises pour réparer ces fissures, la sécurité de l'avion n'est pas compromise.
La fissuration non-détecté de la lisse de l'avion accidenté a permis à l'aile droite de fléchir davantage pendant le vol, ce qui a augmenté les forces de flexion au niveau de l'emplanture, de sorte que la fissure visible du revêtement extérieur a lentement augmenté en longueur à chaque vol suivant, jusqu'à ce que l'aile soit tellement affaiblie qu'elle ne puisse plus supporter les charges aérodynamiques, et l'aile s'est finalement détachée du fuselage. Le carburant contenu dans l'aile s'est alors libéré et s'est immédiatement enflammé, provoquant l'incendie observé par des témoins au sol. 

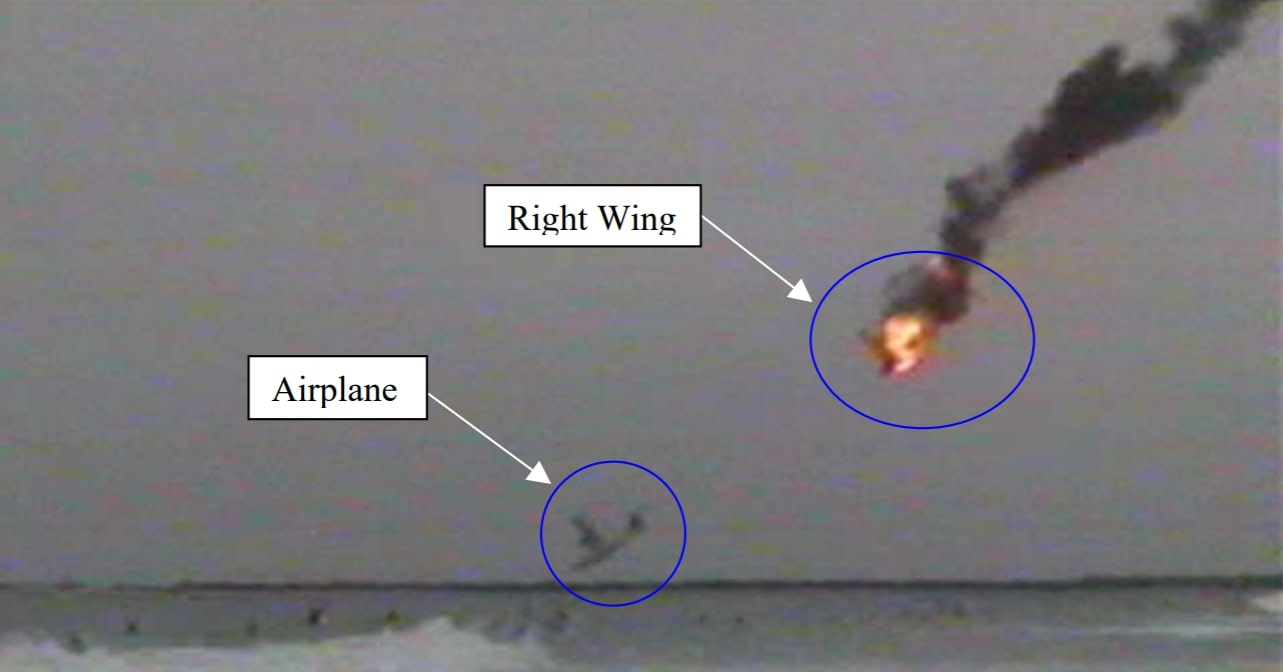
Photo montrant l'appareil se disloquer et s'écraser en mer.

Par pur hasard, un touriste new-yorkais a pu filmer les derniers instants du vol 101 avec son téléphone portable alors que l'avion plongeait vers l'océan. Les images montrent clairement l'avion et l'aile droite en feu tombant sur deux points distincts au moment où ils ont heurté l'eau.
Après examen de l'épave, les enquêteurs ont découvert qu'en plus des renforts extérieurs, des renforts intérieurs avaient également été fixés à l'emplanture des deux ailes. Cependant, les dossiers de maintenance relatifs à ces réparations n'étaient pas disponibles. Les enquêteurs ont également conclu que la fissuration de la lisse qui a provoqué la perte de l'aile s'était probablement complètement rompue un certain temps avant l'accident, ce qui avait entraîné un affaiblissement important de la structure de l'aile.

### Conséquences
Après l'accident du vol 101, tous les avions restants de la flotte de Chalk's Ocean Airway furent cloués au sol. Par la suite, on découvrit qu'ils souffraient tous de graves problème liés à la corrosion et que beaucoup d'entre eux présentaient des signes de réparations d'une qualité inférieure lors des opérations de maintenance. Deux ans plus tard, Chalk's Ocean Airway, qui était alors l'une des plus anciennes compagnies aériennes du monde, fit faillite.

## Médias
L'accident a fait l'objet d'un épisode dans la série télé Air Crash nommé « Vacances mortelles » (saison 9 - épisode 8).